# Harmony Korine
Harmony Korine  (Bolinas, California; 4 de enero de 1973) es un director y guionista de cine estadounidense conocido especialmente por sus polémicos trabajos dentro de la industria cinematográfica independiente, tanto como realizador como por guionista o productor. Debutó en la realización con Gummo, y como guionista con Kids (dirigida por Larry Clark). También realizó algunas producciones musicales y artísticas.

## Biografía

### Sus inicios
Korine nació en Bolinas, California, en una familia judía. Es el hijo de Eve y Sol Korine.
A la edad de 5 años, Korine se mudó con su familia a la costa este de los Estados Unidos, concretamente a Nashville (Tennessee), lugar donde pasó su juventud. Desde muy pequeño sintió pasión por el cine, dedicando sus ratos libres a ver películas de Rainer Werner Fassbinder, Douglas Sirk, Jean-Luc Godard o Werner Herzog, el cual aparecería en la futura película de Korine Julien Donkey-Boy. Al cumplir la mayoría de edad, se trasladó a Nueva York, donde comenzó a estudiar escritura dramática en el Tisch School of the Arts, dejándolo por su interés en el baile de tap profesional. Recién llegado a la Gran Manzana, se topó con el director y fotógrafo Larry Clark en el Square Park de Washington, en el que Korine practicaba habitualmente skate con sus amigos. Este le llamó la atención a Clark, que le tomó una serie de fotografías. Comenzaron a hablar y Korine le mostró un guion que había escrito recientemente. Le gustó tanto que le sugirió que escribiese un nuevo guion, que finalmente se convertiría en el de la película Kids, dirigida por el mismo Clark. Después de esto, ambos entablaron una estrecha relación y Clark pasó a ser el mentor de Korine.

### Auge y polémica
Tras el estreno de Kids, que generó bastante controversia y polémicas debido a sus escenas de sexo y consumo de drogas por adolescentes, Korine creció y realizó su primer film como director en 1997, Gummo. Se trata de una exploración a lo más profundo y crudo de Estados Unidos, donde las escenas de maltrato a animales se entremezclan con otras de prostitución y abuso sexual sin que haya ninguna continuidad lineal entre ellas. Sus escenas filmadas en vídeo y el manejo del sonido tiñen a la película de una fuerte impronta experimental. Después de esto dirigió el cortometraje El Diario de Anna Frank Parte II, con algunos de los actores no profesionales de Gummo. 

En 1999, Korine se propuso realizar otra película basada en la vida de su tío esquizofrénico. De aquí nace Julien Donkey-Boy. Este filme pertenece al manifiesto Dogma 95. Julien es interpretado por Ewen Bremner (Trainspotting) y su padre lo interpreta el director Werner Herzog.
Tres años más tarde, Larry Clark dirige Ken Park, película basada en un guion de Korine que se narra la vida y los problemas de un grupo de amigos adolescentes. Fue prohibido en algunos países debido a sus explícitas escenas de sexo entre los jóvenes, así como de abusos y violencia. Korine no participó en la producción de Ken Park a causa de algunas diferencias con el director.

### Últimos proyectos
Tras unos años sin tener noticias del director, en 2006 revive con su tercera película, Mr. Lonely. La cinta cuenta la historia de un hombre que dedica su vida a imitar a Michael Jackson, y que se va a vivir a una isla de imitadores, contando con la presencia de Marilyn Monroe, Charlie Chaplin y James Dean, entre otros. Se trata de su película mejor aceptada hasta el momento, ya que ablanda el dramatismo de la historia y no hay escenas tan extremas como en las anteriores.
En el certamen del Festival Internacional de Cine de Toronto de 2009 se estrenó película Trash Humpers, pudiendo verse por primera vez en España en el 47° certamen del Festival de Cine de Gijón. En 2012 creó Spring Breakers, que expone el "sueño americano" de una manera cruda e impactante.

### Otras ocupaciones
Además de sus proyectos cinematográficos, Korine realizó otros en diferentes campos comunicativos. Publicó en 1998 un libro titulado A Crack Up at the Race Riots. En 2002 colaboró en la realización de Pass the Bitch Chicken, con una serie de fotografías. También dirigió una serie de videos musicales, entre los que están “Living Proof” de Cat Power, “Sunday” de Sonic Youth y “Workhorse” de Will Oldham.

### Vida personal
Harmony Korine está casado con la también actriz Rachel Korine-Simon desde el 4 de abril de 2007, con la que tiene una hija llamada Lefty Bell Korine, nacida el 31 de enero de 2011.
Rachel actuó en el último proyecto de su marido, la película Spring Breakers. Steven Wilson incluyó una canción titulada Harmony Korine en su disco "Insurgentes".

## Filmografía
• Como director:
- 1997: Gummo
- 1999: Julien Donkey-Boy
- 2007: Mister Lonely
- 2009: Trash Humpers
- 2012: Spring Breakers
- 2019: The Beach Bum
- 2023: Aggro Dr1ft

• Como guionista:
- 1995: Kids (de Larry Clark)
- 1997: Gummo
- 1999: Julien Donkey-Boy
- 2002: Ken Park (de Larry Clark)
- 2007: Mister Lonely
- 2012: Spring Breakers
- 2019: The Beach Bum
- 2023: Aggro Dr1ft

• Como productor:
- 2007: Mr. Lonely

• Como actor:
- 1997: Gummo
- 1998: Good Will Hunting (de Gus Van Sant)
- 2005: Last Days (de Gus Van Sant)
- 2009: Trash Humpers
- 2014: Manglehorn
- 2019: Waves